# Université de médecine d'Innsbruck
L'université de médecine d'Innsbruck (en allemand : Medizinische Universität Innsbruck) est une université située à Innsbruck, dans la région du Tyrol, en Autriche. Avant son indépendance en 2004, elle fut une faculté de l'université d'Innsbruck.

## Histoire
Même avant la fondation de l'université, la médecine eut une longue tradition dans la région. Le premier hôpital fut créé en 1307 dans la ville minière de Schwaz. En raison de la croissance de la population minière (mine d'argent), une structure d'enseignement médical devint cruciale. Ainsi, lors de la fondation de l'Université d'Innsbruck en 1669 fut créée aussi une faculté de médecine, la première dans la région alpine. Le 1er janvier 2004, la faculté devint une université indépendante. 

## Lauréats Nobel
- Fritz Pregl, de chimie en 1923, pour ses travaux sur la méthode de la microanalyse des substances organiques
- Adolf Windaus, de chimie en 1928, pour ses travaux sur la constitution des stérols et leur lien avec les vitamines
- Hans Fischer, de chimie en 1930, pour ses travaux sur la synthèse de l'hémine